# Zalesie (gmina Błędów)
Zalesie – wieś sołecka w Polsce położona w województwie mazowieckim, w powiecie grójeckim, w gminie Błędów.
W latach 1975–1998 miejscowość należała administracyjnie do województwa radomskiego.
Dawniej Zalesie miało nazwę – Franciszków.
Wierni kościoła rzymskokatolickiego należą do parafii w Wilkowie.